# Verband für das Deutsche Hundewesen
Der Verband für das Deutsche Hundewesen (VDH) ist der größte Dachverband für Hundezucht und Hundesport in Deutschland. Er ist der deutsche Mitgliedsverband der Fédération Cynologique Internationale (FCI), des größten internationalen Dachverbands.
Die Mitgliedsvereine sind berechtigt, Ahnentafeln mit dem Logo des VDH und der FCI auszustellen, im Gegenzug bewirbt der VDH beide Logos in der Öffentlichkeit durch Pressearbeit, Veranstaltung von Zuchtausstellungen und Lobbyarbeit bei politischen Entscheidungen in Hundefragen.

## Geschichte
Am 16. Juli 1906 wurde das Kartell der stammbuchführenden Spezialklubs für Jagd- und Nutzhunde als zweiter deutscher Dachverband neben der Delegierten-Commission gegründet; erster Präsident war Albert de Gingins. Das Kartell änderte 1914 seinen Namen in Kartell der Rassezuchtvereine und allgemeinen Verbände und 1925 in Deutsches Kartell für Hundewesen (DKH). Nach der Machtübernahme Hitlers 1933, wurde der Reichsverband für das Deutsche Hundewesen (RDH) als „Einheitsorganisation“ gegründet und Deutsches Kartell für Hundewesen, Delegierten-Commission und Verband von Vereinen zur Prüfung von Gebrauchshunden zur Jagd wurden in diesen eingegliedert. Die Rassezuchtvereine wurden zu Fachschaften. Hans Glockner wird vom Reichssportführer zum Vorsitzenden ernannt. 1934 wurde Glockner von der FCI zu deren Präsidenten gewählt. 1937 wurde der Reichsverband, von dem die Jagdverbände getrennt worden waren zur „Reichsfachgruppe Deutsches Hundewesen e. V. im Reichsverband Deutscher Kleintierzüchter e. V.“ Zum geschäftsführenden RDH-Präsidenten wurde Konrad Most ernannt, der 1933 zum Reichsabrichtewart für Diensthunde ernannt worden war. 1939 wurde die RDH aus dem Reichsverband Deutscher Kleintierzüchter ausgegliedert und wurde als Reichsverband für Hundewesen e. V. (RH) selbständig. Dieser wurde unter die Dienstaufsicht des Oberkommandos des Heeres gestellt. 1941 trat der RH aus der FCI aus. Bis 1941 war Arno Manthey Präsident des Reichsverbandes, nach dessen Tod wurde im November durch Verfügung des Reichsführers SS Forstmeister Mueller zum Präsidenten des RH ernannt und das Hundewesen der SS unterstellt.
Nach der von den Alliierten befohlenen Auflösung des Reichsverbands für Hundewesen zum 1. Januar 1946 war dessen Vorstandsmitglied Franz Bazille (1933 Reichsausstellungswart im RDH) an der Gründung des VDH am 11. Juni 1949 beteiligt. Der ehemalige Geschäftsführer des Deutschen Kartells für Hundewesen von 1933 Franz Bazille wurde 1952 zum Ehrenpräsidenten ernannt und blieb das bis zu seinem Tod am 12. Oktober 1952.

## Funktion

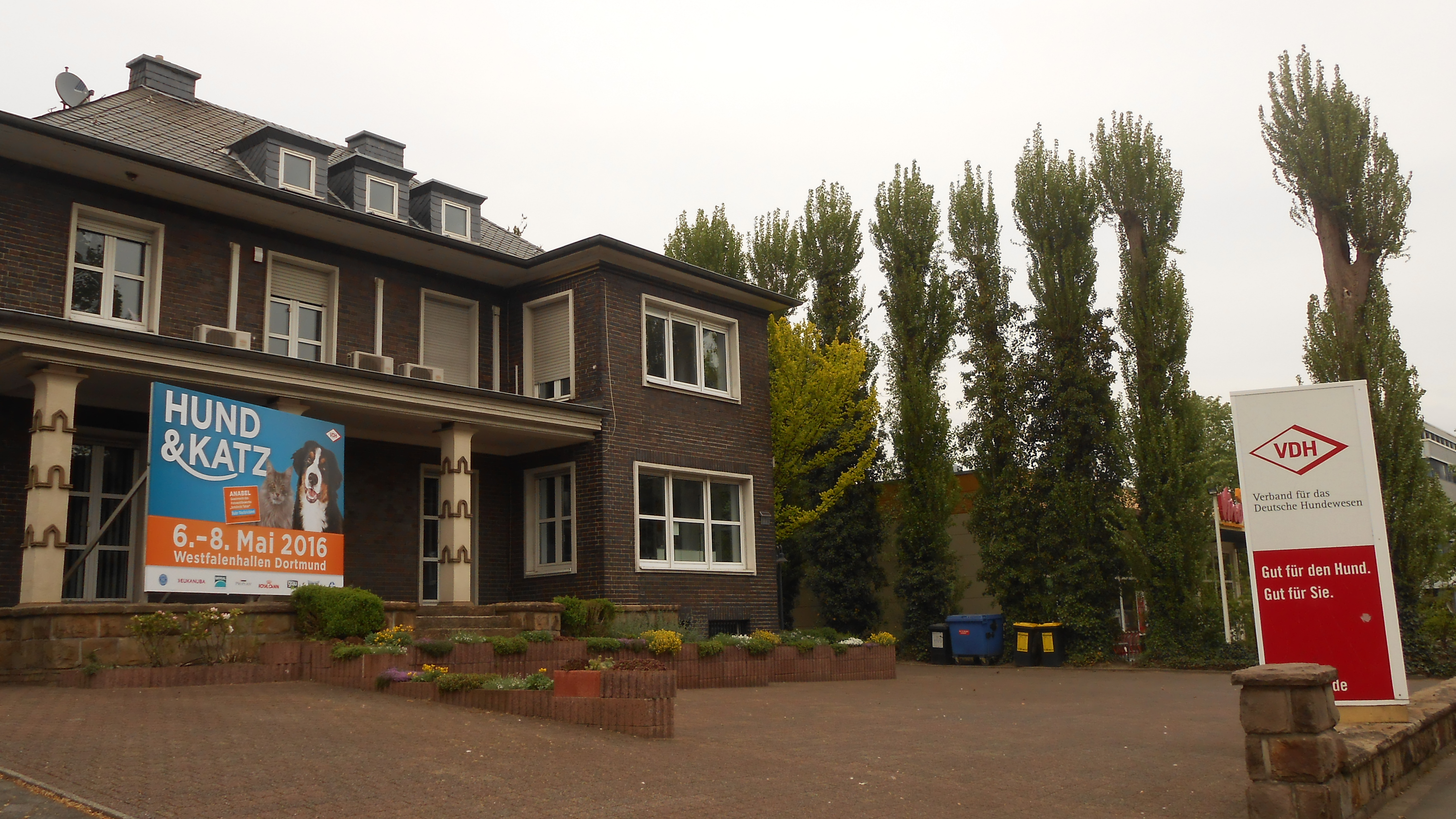
Sitz des Verbands am Westfalendamm in Dortmund

Der Verband für das Deutsche Hundewesen vertritt Deutschland in der Fédération Cynologique Internationale.
Als Dachorganisation von bundesweit 176 Mitgliedsorganisationen (Rassehunde-Zuchtvereine sowie Hundesportvereine) repräsentiert der VDH mehr als 650.000 Mitglieder. Über 250 verschiedene Hunderassen werden in den Zuchtvereinen des VDH betreut. Die Mitgliedsvereine des VDH sind die 16 VDH-Landesverbände, 156 Rassehunde-Zuchtvereine sowie der Deutsche Hundesportverband und der Deutsche Verband der Gebrauchshundsportvereine. Dazu kommen als außerordentliche Mitglieder der Jagdgebrauchshundverband (JGHV), der für das Prüfungswesen für Jagdhunde zuständig ist, und zwei Windhund-Rennvereine.
In die Zuchtbücher der Mitgliedsvereine wurden 2017 75.621 Welpen eingetragen – gezüchtet nach den Zuchtbestimmungen des VDH und mit entsprechenden Wurfkontrollen. Die Ahnentafeln des VDH sollen – so der VDH – gewährleisten, dass die darin enthaltenen Angaben korrekt sind und strenge Wurf- und Zuchtkontrollen durchgeführt wurden.

## Züchter
Im VDH sind nach dessen Angaben etwa 8000 Züchter in 156 Zuchtvereinen organisiert. Für die Zucht von Hunden im VDH gilt eine Zuchtordnung, die Mindestanforderungen für die Zucht festlegt, deren Einhaltung kontrolliert wird. Darüber hinaus gibt es spezielle Zuchtprogramme, die Erbkrankheiten von Rassehunden zurückdrängen sollen.

## Arbeitsgemeinschaft der Zuchtvereine und Gebrauchshundverbände
Im VDH existierte seit dem 30. September 1956 die Arbeitsgemeinschaft der Zuchtvereine (der Gebrauchshundrassen) und Gebrauchshundverbände (AZG). Ihre ursprüngliche Aufgabe war die Förderung des Dienstgebrauchshundwesens, das Gebrauchshundewesen im VDH lag in ihrer Verantwortung. Nur Vereine in der AZG durften im VDH Leistungsnachweise/Leistungsurkunden ausstellen und Prüfungen mit der Vergabe von anerkannten Ausbildungszeichen durchführen, insbesondere auch die Vielseitigkeitsprüfung für Gebrauchshunde. In der AZG ist seit 1998 die Begleithundprüfung Pflichtprüfung, also Bedingung für die Teilnahme an Hundesportprüfungen. Im Jahr 2008 hatten die AZG-Mitglieder etwa 5000 Übungsplätze in Deutschland.
Mitglieder der AZG:
- Allgemeiner Deutscher Rottweiler-Klub
- Boxer-Klub
- Internationaler Boxer Klub
- Deutscher Bouvier-Club von 1977
- Deutscher Hundesportverband
- Deutscher Malinois-Club
- Dobermann-Verein
- Klub für Terrier
- Pinscher-Schnauzer-Klub 1895
- Rassezuchtverein für Hovawart-Hunde
- Verein für Deutsche Schäferhunde

Im VDH gibt es inzwischen für die verschiedenen Sportarten jeweils eigene Ausschüsse. Die Abkürzung AZG wird für den Ausschuss für das Gebrauchshundewesen benutzt.